# Голова профессора Доуэля
«Голова профессора Доуэля» — научно-фантастический роман русского советского писателя-фантаста Александра Беляева, одно из наиболее известных произведений писателя. Первый вариант в виде рассказа был опубликован в «Рабочей газете» в 1925 году. Роман был впервые опубликован в том же году в журнале «Всемирный следопыт».

## История
В 1923—1928 годах Александр Беляев жил в Москве и работал юрисконсультом в Наркомпочтеле. В московский период своего творчества он написал рассказ (позже роман) «Голова профессора Доуэля», романы «Остров погибших кораблей», «Последний человек из Атлантиды», «Человек-амфибия», «Борьба в эфире» и серию рассказов.
Произведение «Голова профессора Доуэля» было впервые опубликовано в 1925 году (1 (рассказ): «Рабочая газета» (М.), 1925, 16—21, 24—26 июня; «Всемирный следопыт», 1925, № 3—4. 2 (роман): газ. «Смена» (Л.), 1937, 1—6, 8—9, 11, 14—18, 24, 28 февр., 1, 3—6, 9—11 марта; «Вокруг света», 1937, № 6—10; отд. изд. — Л., «Сов. писатель», 1938)

## Сюжет
Парижский профессор-хирург Керн втайне проводит успешные работы по оживлению человеческой головы. Мари Лоран, поступившая ассистенткой в его частную клинику, случайно узнаёт, что успеху в исследованиях Керн обязан оживлённой им голове его бывшего руководителя и известного профессора Доуэля, умершего при подозрительных обстоятельствах. Керн скрывает факт существования оживлённой головы и вынуждает её работать на себя.
Под руководством головы Доуэля Керн проводит ряд успешных операций — оживляет другие головы погибших людей, а также даёт одной из них новое тело. Бывшая певица в баре, Брике, получившая новое тело погибшей в железнодорожной катастрофе артистки Анжелики Гай, сбегает от Керна, чтобы начать новую жизнь. На Ривьере, в компании своих друзей — Жана и его жены Марты — она сталкивается с художником Арманом Ларе, который неожиданно узнаёт тело своей пропавшей подруги Анжелики с головой другой женщины. Более того, Арман и его друг Артур Доуэль поражены, когда узнают от Брике, что в клинике Керна она видела живую голову отца Артура.
В это время Керн обнаруживает, что Мари Лоран общается с головой профессора Доуэля и знает про совершённые им преступления. Опасаясь разоблачения, Керн помещает Мари в психиатрическую лечебницу доктора Равино. «Лечебница» эта предназначена для избавления от неугодных людей, которых Равино при помощи изуверских методов превращает в настоящих сумасшедших.
Артур Доуэль и его друзья отправляются в Париж, где с помощью другого художника, Шауба, устраивают вооружённый налёт на лечебницу и спасают Мари оттуда. В это время Керн, форсируя события, организует публичный показ своих работ по оживлению. Мари с друзьями приходит на показ и выступает с разоблачением. Несмотря на испорченный триумф, Керну всё же удаётся вывернуться. Обыск в клинике Керна, организованный полицией, ничего не даёт. Пытаясь найти отца, Артур Доуэль требует в полиции повторного обыска. В результате Мари Лоран опознаёт в обезображенной голове профессора Доуэля. Тот умирает на глазах сына, но успевает помочь окончательному разоблачению Керна. Следователь уводит Керна для допроса в кабинет, откуда вскоре раздаётся выстрел (очевидно, что Керн застрелился — хотя прямо об этом не говорится).

## Персонажи

#### Люди
- Керн — профессор, хирург-злодей
- Мари Лоран — главная героиня, врач, ассистентка Керна
- Джон — чернокожий слуга
- Анжелика Гай — погибшая артистка, тело которой было использовано Керном
- Рыжая Марта — подруга Брике
- Жан — муж Марты
- Мадам Лоран — мать Мари
- Арман Ларе — художник, друг Артура Доуэля
- Артур Доуэль — сын профессора Доуэля
- Шауб — художник из Австралии, приятель Ларе
- Равино — врач-преступник, владелец психиатрической больницы
- Тидер — сторож, заметивший побег Мари и Артура

#### Головы
- Доуэль — профессор, учёный-хирург
- Тома Буш — погибший рабочий-строитель, голова которого была оживлена Керном
- Брике — погибшая певица из бара, голова которой была оживлена Керном

## Критика
В 1939 году с рецензией на роман «Голова профессора Доуэля» на страницах журнала «Детская литература» выступил критик и прозаик Я. С. Рыкачёв. Назвав роман цельным и увлекательным повествованием и отметив культуру письма и несомненную одарённость автора, Рыкачёв тем не менее подверг жёсткой критике работу Беляева, посчитав её неудачей писателя и определив книгу как «досадный анахронизм». Критик высказал мнение, что роман отличает не только отсутствие какой-либо социальной идеи, но слабость с точки зрения научной мысли, выражающаяся в неспособности автора ни сообщить существенные научные сведения, ни ознакомить читателя с реальными перспективами науки. В своей рецензии Рыкачёв сделал предположение, что Беляев отталкивался от опытов доктора Брюхоненко, сумевшего сохранить жизнедеятельность головы собаки, отделённой от тела.
На страницах того же журнала Беляев ответил, что роман был написан ещё до опытов С. С. Брюхоненко. Беляев заметил, что роман является отчасти автобиографическим — его идея пришла в голову писателю, когда у него парализовало ноги и он был 3 года прикован к постели, фактически ощущая себя «головой без тела». К моменту написания книги идея, где голова (мозг) живёт без тела, поддерживаемая наукообразным способом, не являлась принципиально новой для литературы — фельетон Эдварда Пейджа Митчелла «Человек без тела» (1877), рассказ Густава Майринка «Экспонат», роман Мориса Ренара «Доктор Лерн» («Новый зверь») (1908), роман Гастона Леру «Кровавая кукла» (1923), новелла немецкого писателя Карла Грунерта «Голова мистера Стейла» (Mr. Vivacius Style) — затрагивали эту проблематику. Сам Беляев назвал вдохновителем своей книги Шарля Броун-Секара.
Относительно социальной темы Беляев выразил уверенность, что создать занимательный и острый сюжет в книге на тему классовой борьбы куда проще, чем в произведении, описывающем будущее бесклассовое общество. Писатель подчеркнул, что показать такое общество и его научные, технические, культурные, бытовые перспективы не менее важно, чем классовую борьбу.
В то время как Рыкачёв дал роману низкую оценку, заявив, что роман носит «явственный след влияния западной развлекательно-фантастической литературы», английский фантаст Герберт Уэллс во время встречи с Беляевым в 1934 году в Ленинграде высказал противоположное мнение: «Я с удовольствием, господин Беляев, прочитал ваши чудесные романы „Голова профессора Доуэля“ и „Человек-амфибия“. О! Они весьма выгодно отличаются от западных книг. Я даже немного завидую их успеху».

## Экранизации
В 1984 году режиссёром Леонидом Менакером по мотивам романа был снят фильм «Завещание профессора Доуэля». Действие фильма было перенесено из Парижа в развитую англоязычную страну послевоенного периода, частично изменился и сам сюжет. Изменениям подверглись и некоторые имена героев (к примеру, профессор Керн стал доктором Корном, а Брике — Моникой Браун), часть персонажей была убрана либо же заменена.